# 大和屋 (歌舞伎)
大和屋（やまとや）は、歌舞伎役者の屋号。
初代坂東三津五郎が養子に入った初代坂東三八の実家の屋号が大和屋だったことに由来。
大和屋の代表的な名跡には以下のものがある。なお参考までに定紋も併せて記した。
| 屋号            | 名跡                             | 定紋                         | 定紋 |
| --------------- | -------------------------------- | ---------------------------- | ---- |
| やまとや 大和屋 | ばんどう さんぱち 坂東三八       | みつだい 三ツ大              |      |
| やまとや 大和屋 | ばんどう みつごろう 坂東三津五郎 | みつだい 三ツ大              |      |
| やまとや 大和屋 | ばんどう やそすけ 坂東八十助     | みつだい 三ツ大              |      |
| やまとや 大和屋 | ばんどう みのすけ 坂東巳之助     | みつだい 三ツ大              |      |
| やまとや 大和屋 | ばんどう みのすけ 坂東蓑助       | みつだい 三ツ大              |      |
| やまとや 大和屋 | ばんどう きちや 坂東吉彌         | みつだい 三ツ大              |      |
| やまとや 大和屋 | ばんどう やじゅうろう 坂東彌十郎 | みつだい 三ツ大              |      |
| やまとや 大和屋 | ばんどう たまさぶろう 坂東玉三郎 | はなかつみ 花勝見            |      |
| やまとや 大和屋 | ばんどう しゅうちょう 坂東秀調   | はなかつみ 花勝見            |      |
| やまとや 大和屋 | ばんどう けいぞう 坂東慶三       | はなかつみ 花勝見            |      |
| やまとや 大和屋 | ばんどう しゅうか 坂東志うか     | はなかつみ 花勝見            |      |
| やまとや 大和屋 | いわい はんしろう 岩井半四郎     | まるに みつおうぎ 丸に三つ扇 |      |
| やまとや 大和屋 | いわい くめさぶろう 岩井粂三郎   | まるに みつおうぎ 丸に三つ扇 |      |